# Haemanthus coccineus
Espèce
Synonymes
- Haemanthus callosus            Burch. ex Baker
- Haemanthus carinatus          L.
- Haemanthus coarctatus        Jacq.
- Haemanthus concolor           Herb.
- Haemanthus crassipes          Jacq.
- Haemanthus hookerianus    Herb.
- Haemanthus hyalocarpus     Jacq.
- Haemanthus latifolius           Salisb.
- Haemanthus moschatus       Jacq.
- Haemanthus splendens        Dinter
- Haemanthus tigrinus             Jacq.
- Perihemia coarctata              (Jacq.) Raf.  [2]

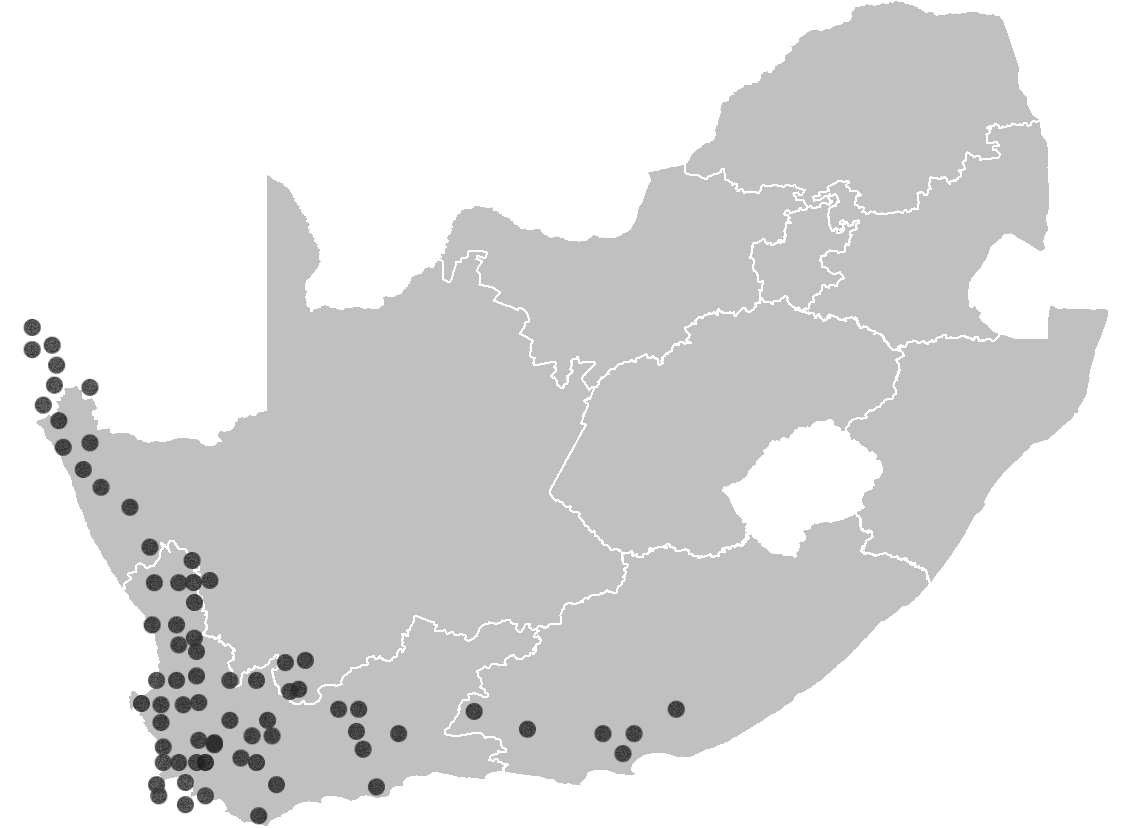
Distribution en Afrique du Sud.

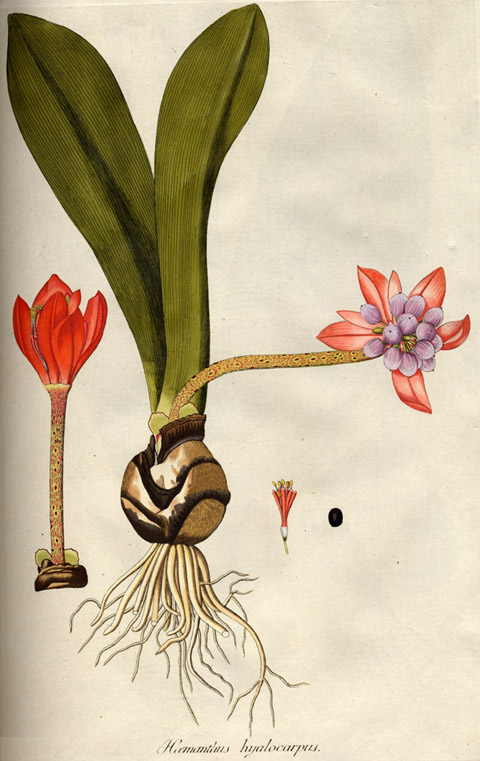
Illustration botanique de Nikolaus Joseph von Jacquin.

Haemanthus coccineus, fleur de sang, lis de sang ou lis pinceau, est une espèce de plantes à fleurs de la famille des Amaryllidaceae (les amaryllis), originaire d'Afrique australe. D'une taille de 35 cm en hauteur et en largeur, c'est une plante vivace bulbeuse à tiges brunes courtes surmontées de fleurs rouges, les fleurs apparaissant au printemps et en été, avant des feuilles en forme de lanières. 
Le nom générique Haemanthus est dérivé des mots grecs haima pour 'sang' et anthos pour 'fleur'; coccineus étant le mot latin pour rouge ou écarlate. En afrikaans, on l'appelle bergajuin, bloedblom et beaucoup d'autres noms vernaculaires. 

## Distribution
Haemanthus coccineus est répandu dans les régions à pluies hivernales en Afrique australe - depuis le sud de la Namibie à l'Afrique du Sud dans la péninsule du Cap, en passant par la vallée du fleuve Keiskamma (en) dans le Cap-Oriental. On le trouve dans les habitats de Renosterveld et de Fynbos . 
C'est une espèce adaptable, qui pousse dans une vaste gamme de sols dérivés de grès, de quartzites, de granites, de schistes et de calcaires. Il survivra à des précipitations  annuelles allant de 100 à 1100 millimètres . La plante s’adapte à une large gamme d’altitudes, allant des dunes côtières à 1 200 mètres en hautes montagnes. Elle est rustique jusqu’à environ 1 °C   mais ne survit pas très longtemps à des températures glaciales. 
On la trouve souvent par groupes de centaines, à l'abri d'autres arbustes sur des terrains plats, dans des ravins ombragés ou des crevasses rocheuses. 

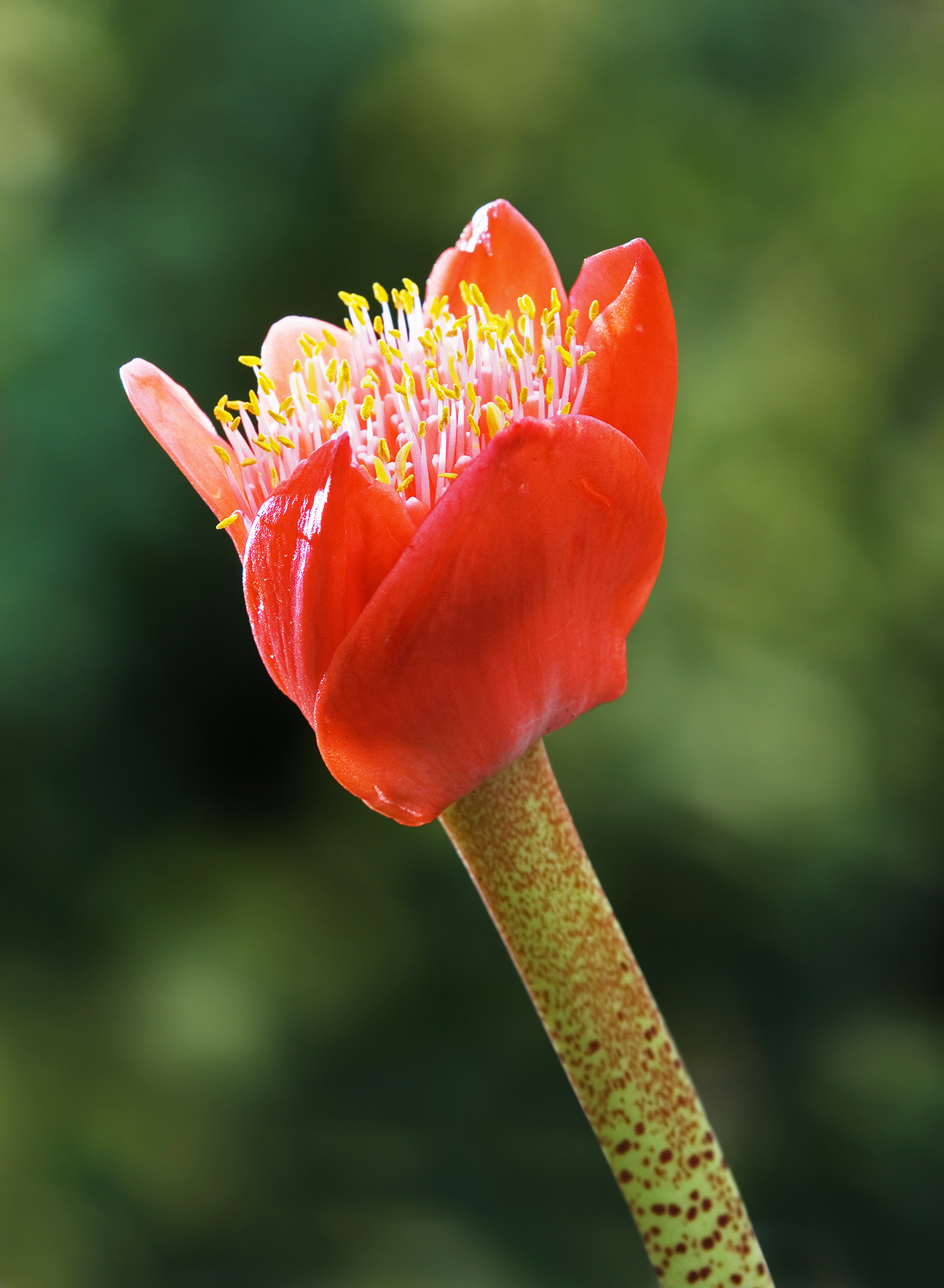
Fleur émergente.

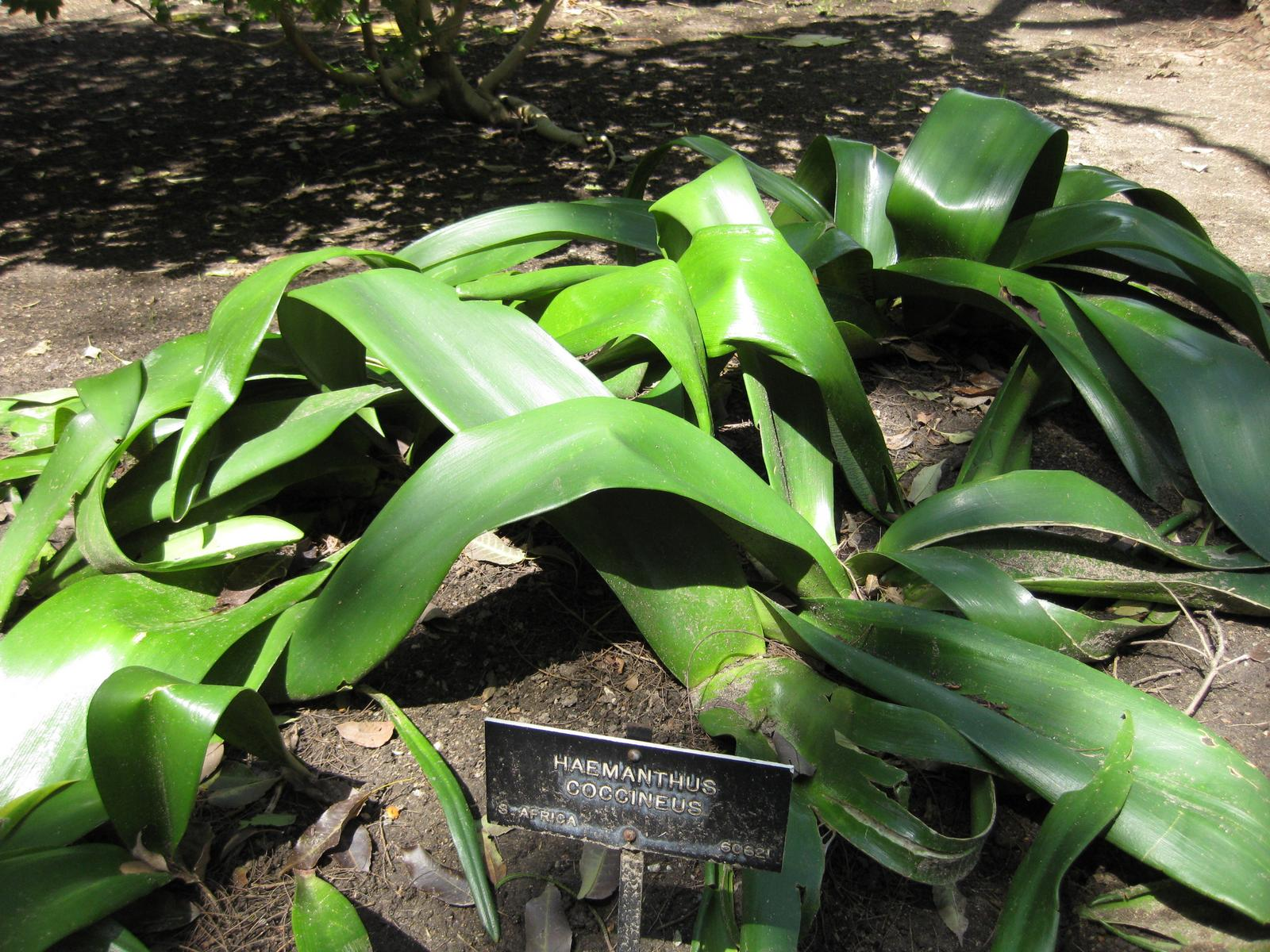
Feuillage.

## Description
Les capitules d' Haemanthus coccineus émergent entre février et avril, arborant des valves à spatule écarlates, semblables à des sortes de "blaireaux" brillants, qui en font une plante remarquable. Les fleurs sont bientôt suivies de baies translucides et charnues. Il y a généralement deux grandes feuilles par bulbe, et parfois trois, qui apparaissent après la floraison. 
Les capitules brillants expliquent son apparition précoce en Europe et ont été décrits par Carl Linnaeus. Avec Haemanthus sanguineus (Jacq.), Il s'agissait du premier Haemanthus à être introduit dans l'horticulture européenne en tant que plante ornementale. En culture au Royaume - Uni, H. coccineus a remporté le prix du Garden Merit de la Royal Horticultural Society ,. Il peut être cultivé en extérieur dans un endroit chaud, exposé au sud, à l'abri du froid et sans gel. 
En dépit de la description de Linné en 1753, cette même espèce a été décrite sous une multitude de noms différents (voir la galerie et les légendes), qui reflète plus une désorganisation de la taxonomique  qu'une réelle variabilité de l'espèce. La plante figurant sur la gauche, a d'abord été décrite comme Haemanthus hyalocarpus par Jacquin, en 1804, et celles dans la galerie ci-dessous, qui sont toutes H. coccineus, ont d'abord été décrite avec le nom donné en légende.

## Galerie
- Haemanthus coccineus dans des illustrations botaniques, avec d'anciens synonymes:

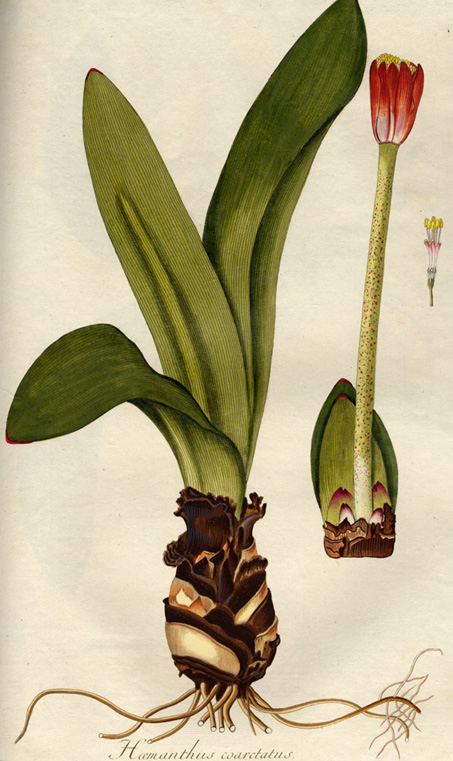
Haemanthus coarctatus
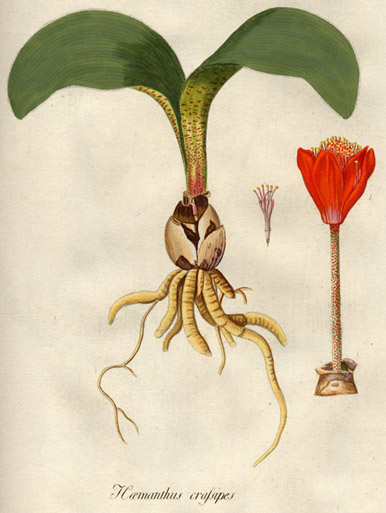
Haemanthus crassipes
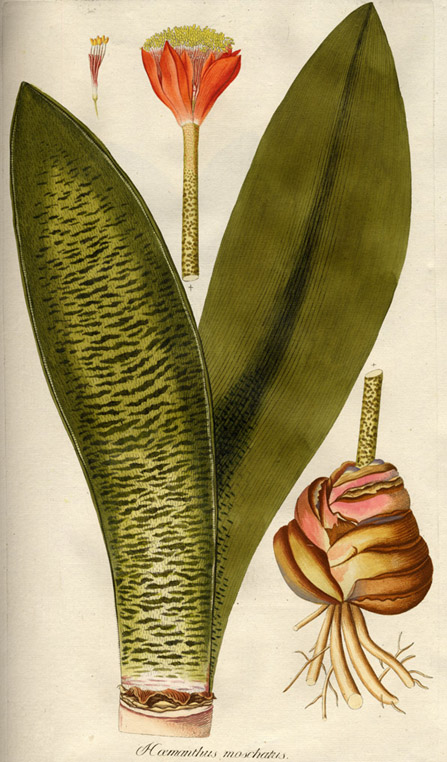
Haemanthus moschatus
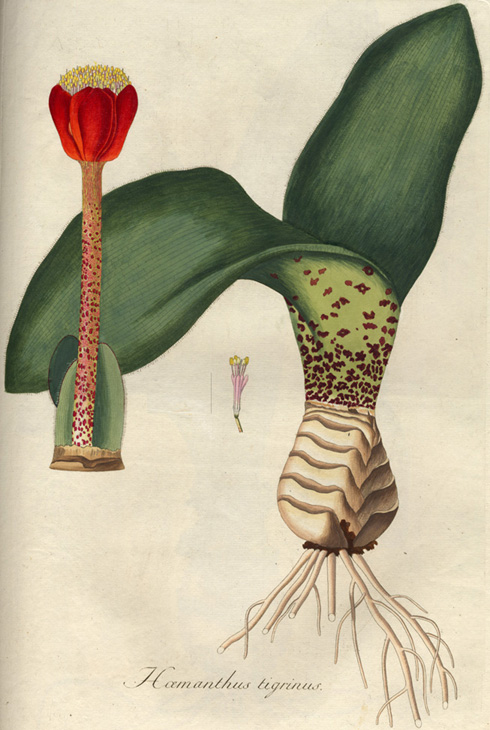
Haemanthus tigrinus